# Paratenthras martinsi
Paratenthras martinsi là một loài bọ cánh cứng trong họ Cerambycidae.